# Compton's Most Wanted
I Compton's Most Wanted (C.M.W.) sono stati un gruppo gangsta rap statunitense, formatosi nel 1987 a Compton (California). Si tratta di uno dei gruppi primordiali della scena Golden Age e West Coast rap degli anni novanta.

## Storia del gruppo
La crew dei Compton's Most Wanted sorse nella città di Compton, della Contea di Los Angeles.
La band comprendeva inizialmente i rapper MC Eiht, MC Chill e DJ Ant Capone, quest'ultimo poi sostituito da DJ Mike T e da DJ Slip. The Unknown DJ, fu produttore del gruppo anche se non ufficialmente un membro. Ben presto, il membro MC Chill, fu condannato a una pena detentiva nel 1991 e uscirà dal carcere solo nel 1994. Dopo tre anni dietro le sbarre, MC Chill non ebbe la possibilità di tornare nel gruppo, e successivamente, decise di collaborare ai progetti solistici del rapper MC Ren e del compagno di crew MC Eiht.
Nel 1990, i C.M.W. pubblicarono il loro primo album, It's a Compton Thang, con un singolo con lo stesso titolo. L'album fu interamente prodotto da DJ Slip e The Unknown DJ, e raggiunse la modesta posizione #132 nella classifica Billboard 200. Il secondo album, Straight Checkn 'Em, fu caratterizzato da successi come "Growin' Up In Tha Hood" e la prima versione del singolo "Def Wish". Dopo l'uscita nel 1992 del terzo album Music to Driveby, forse il miglior successo musicale della band, i C.M.W. decisero di prendersi una lunga pausa.
Nel 2000, dopo una lunga assenza, la band fu poi riformata con MC Chill e venne pubblicato Represent, che non rappresentò però un grande ritorno. La band stava così assistendo a un lento declino. Nel frattempo, MC Eiht esercita ancora la sua carriera da solista, mentre DJ Slip lavora per l'IV Live Records, un'allora debuttante etichetta discografica della West Coast. Sei anni dopo, nel 2006, il gruppo pubblicò un quinto album in studio, intitolato Music to Gang Bang.
Il rapper di Compton The Game, recentemente ha rivelato in un'intervista che sarebbe attualmente in trattative con MC Eiht per rilanciare il gruppo.

## Formazione

### Componenti
- MC Eiht (Aaron Tyler)
- MC Chill (Vernon Johnson)
- DJ Slip (Terry K. Allen)
- DJ Mike T (Mic Bryant)
- Ant Capone (DJ Ant)

## Discografia
- 1990 - It's a Compton Thang
- 1991 - Straight Checkn 'Em
- 1992 - Music to Driveby
- 2000 - Represent
- 2006 - Music to Gang Bang

## Curiosità
- Il singolo Hood Took Me Under tratto dall'album Music to Driveby, è stato inserito all'interno della colonna sonora del videogioco GTA: San Andreas uscito nel 2004. Inoltre, all’interno dello stesso videogioco, il personaggio di Ryder viene doppiato proprio da MC Eiht.
- Il singolo "Late Night Hype" è stato inserito all'interno del gioco GTA V uscito nel 2013
- Il singolo "Streiht Up Menace" fa parte della colonna sonora del film Nella giungla di cemento ed è stato inserito all'interno del gioco GTA V uscito nel 2013.